# كأس ديفيز 1996
كأس ديفيز 1996 هو الموسم 85 من  كأس ديفيز. أقيم خلال الفترة 9 فبراير 1996 وحتى 1 ديسمبر 1996، وفاز فيه فرنسا.